# 1831年の相撲
1831年の相撲（1831ねんのすもう）は、1831年の相撲関係のできごとについて述べる。

## 興行
- 2月場所（江戸相撲）[1]
  - 興行場所:芝新明社内
  - 3月17日（旧2月4日）より晴天10日間興行
- 6月場所（大坂相撲）[1]
  - 興行場所:南興福寺
  - 8月1日（旧6月24日）より興行
- 7月場所（京都相撲）[1]
  - 興行場所:四条河原
- 11月場所（江戸相撲）[2]
  - 興行場所:本所回向院
  - 12月4日（旧11月1日）より晴天10日間興行
    - 勧進能のため3日目で中断、翌年8日目まで披露して打ち上げ。